# Дитячий потяг
Дитячий потяг (італ. Il treno dei bambini) – драматичний фільм режисерки Крістіни Коменчіні, заснований на однойменному романі Віоли Ардоне. 
Вперше представлений на Римському кінофестивалі 20 жовтня 2024 року.

## Сюжет
Події фільму відбуваються у повоєнній Італії. Антонієтта, мати-одиначка, мешкає із своїм семирічним сином Амеріго у Неаполі. 
Через злидні, що переслідують родину, вона вирішує скористатися програмою «Поїзди щастя», запровадженою Італійською комуністичною партією.
За цією програмою діти з бідних сімей південної Італії мали знайти підтримку та допомогу в більш заможних сім’ях північної Італії.
Амеріго їде до Модени, де його приймає Дерна, профспілкова діячка, яка мешкає разом із родиною свого брата Алсіде. 
Амеріго має належний догляд: одяг, харчування, відвідує школу, але постійно сумує за мамою та залишеною домівкою. 
Алсіде, тесля за професією, любить музику та навчає Амеріго гри на скрипці. Амеріго закохується у музику та на свій день народження отримує скрипку у подарунок.
Повернувшись додому Амеріго не знаходить у матері підтримки свого захоплення музикою та через постійні непорозуміння, пов’язані зі злиднями, втікає до Модени.
Багато років потому, будучи відомим музикантом, він отримує звістку про смерть матері та приїздить до Неаполя. У її помешканні Амеріго знаходить лист, в якому вона пояснює, що бажаючи кращого, не стала заважати його втечі, оскільки той, хто відпускає, любить більше, ніж той, хто намагається утримати. 

## Сприйняття
Фільм був позитивно сприйнятий критикою. За рецензією Tune India Radio, «... Цей фільм – більше, ніж історія війни; це універсальне послання до людства. Він закликає нас замислитися над самопожертвою, зв’язками, які ми створюємо, та мужністю, необхідною для надії перед обличчям відчаю. Це нагадування про те, що навіть серед неймовірних труднощів людський дух витримує – і часто знаходить красу в найнесподіваніших місцях».
За відгуком видання GQItalia, «Дитячий потяг» нагадує нам, що «любов» – це добро, яке ми даруємо людям, з усіма нашими можливостями».

## Нагороди
Фільм нагороджений кінопремією «Ciak d'oro»  у категорії «Найкращий драматичний фільм».